# Andrej Uršič
Andrej Uršič, slovenski politik, urednik in publicist, * 17. oktober, 1908, Kobarid, † (po? 1948), Ljubljana.

## Življenje in delo
Uršič je osnovno šolo obiskoval v domačem kraju, gimnazijo pa v Novem mestu kjer je 1928 tudi maturiral. 9. decembra 1929 je postal državljan Jugoslavije. Študij je nadaljeval v Ljubljani, kjer je 30. oktobra 1943 diplomiral na PF. Že kot študent je deloval v organizacijah in društvih liberalne usmeritve in jugoslovanske usmeritve in bil med ustanovitelji in uredniki  periodičnih glasil, med drugim urednik Jutra. Bil je med pobudniki za ustanovitev Mladine Jugoslovanske nacionalne stranke, ki se je po okupaciji Slovenije preimenovala v Novo Jugoslavijo; ter se nato zaradih različnih pogledov na dinastijo nato neuspešno pogajala za priklučitev v OF. Ko se je skupina vključila v Slovensko zavezo, je Uršič postal njen predstavnik v plenumu in bil dejaven tudi na propagandnem področju. Maja 1945 je prek Koroške in Rima prišel Trst, v cono A Svobodnega tržaškega ozemlja. V začetku leta 1947 je bil med ustanovitelji Slovenske demokratske zveze  v Gorici ter urednik Demokracije, v katero je tudi pisal. 31. avgusta 1947 so ga pripadniki UDBE v bližini Kobarida ugrabili in prepeljali v Ljubljano, kjer je bil v zaporih zasliševan do jeseni 1948, ko je za njim izginila vsaka sled.